# Якоби, Мартин
Марти́н Яко́би (нем. Martin Jacoby, англ. Martin Jacoby, 12 апреля 1842, Альтона, Шлезвиг-Гольштейн — 24 декабря 1907, Лондон) — немецкий музыкант и энтомолог. 

## Биография
Родился 12 апреля 1842 года в Альтоне (в XX веке вошедшем в черту города Гамбург) в еврейской семье — сын торговца Йонаса Морица Якоби (настоящее имя Йонас Мозес Гольдшмидт, 1803—1867), перебравшегося в Гамбург из Данцига и Каролины Якоби (в девичестве Левин, 1807—1892). Единокровный брат скрипача Зигфрида Якоби.
Играл в оркестре театра Королевской итальянской оперы в Лондоне, позже стал учителем игры на скрипке.
Состоял в Королевском энтомологическом обществе Лондона.
В области энтомологии Якоби специализировался на отряде жесткокрылых (лат. Coleoptera), в особенности его интересовало семейство листоедов (лат. Chrysomelidae).
Мартин Якоби умер 24 декабря 1907 года в Лондоне.

## Важнейшие труды
- 1880-1892. Insecta. Coleoptera. Phytophaga (part). Volume VI, Part 1 (Supp.) of Biologia Centrali-Americana
- 1885-1894 Insecta. Coleoptera. Phytophaga (part). Volume VI, Part 2 of Biologia Centrali-Americana
- 1899. Descriptions of the new species of phytophagous Coleoptera obtained by Carl August Dohrn|Dr. Dohrn in Sumatra.Stettiner Entomologische Zeitung 60: 259–313, 1 pl.
- 1903. Coleoptera Phytophaga Fam. Sagridae.in: Philogène Auguste Galilée Wytsman|P. Wytsman (ed.), Genera Insectorum. Fascicule 14A. P. Wytsman, Brussels, pp. 1–11 1 pl.
- 1904. Coleoptera Phytophaga Fam. Sagridae. in: P. Wytsman (ed.), Genera Insectorum. Fascicule 14B. P. Wytsman, Brussels, pp. 13–14.
- 1904. with H. Clavareau Coleoptera Phytophaga Fam. Donacidae. in: P. Wytsman (ed.), Genera Insectorum. Fascicule 21. P. Wytsman, Brussels, 15 pp., 1 pl.
- 1904. with H. Clavareau Coleoptera Phytophaga Fam. Crioceridae. in: P. Wytsman (ed.), Genera Insectorum. Fascicule 23. P. Wytsman, Brussels, 40 pp., 1 pl.
- 1905. with H. Clavareau . Coleoptera Phytophaga Fam. Megascelidae. in: P. Wytsman (ed.), Genera Insectorum. Fascicule 32. P. Wytsman, Brussels, 6 pp., 1 pl.
- 1905. with H. Clavareau.  Coleoptera Phytophaga Fam. Megalopidae. in: P. Wytsman (ed.), Genera Insectorum. Fascicule 33. P. Wytsman, Brussels, 20 pp., 2 pls.
- 1906. with H. Clavareau.  Coleoptera Phytophaga Fam. Chrysomelidae Subfam. Clytrinae. in: P. Wytsman (ed.), Genera Insectorum. Fascicule 49. P. Wytsman, Brussels, 87 pp., 5 pls.
- 1908 (-1936?) Chrysomelidae Volumes 1-4. The Fauna of British India, Including Ceylon and Burma.

## Коллекция
Коллекция Мартина Якоби на данный момент поделена между Музеем сравнительной зоологии Гарвардского университета и Музей естествознания в Лондоне.